# Eupithecia patruelis
Eupithecia patruelis är en fjärilsart som beskrevs av Karl Dietze 1910. Eupithecia patruelis ingår i släktet Eupithecia och familjen mätare. Inga underarter finns listade i Catalogue of Life.